# NGC 2364
NGC 2364 في الفهرس العام الجديد، هي مجرة، تقع في كوكبة وحيد القرن. اكتشفت في 8 يناير 1831 بواسطة جون هيرشل.

## روابط خارجية
- NGC 2364 على موقع ويكي سكاي: DSS2, SDSS, GALEX, IRAS, Hydrogen α, X-Ray, Astrophoto, Sky Map, Articles and images